# Aleksandria (rejon łucki)
Aleksandria (ukr. Олександрія) – wieś na Ukrainie w rejonie łuckim obwodu wołyńskiego.
Do 2020 w rejonie kiwereckim. 